# Мариньи-ан-Орксуа
Мариньи-ан-Орксуа́ (фр. Marigny-en-Orxois) — коммуна во Франции, находится в регионе Пикардия. Департамент коммуны — Эна. Входит в состав кантона Эссом-сюр-Марн. Округ коммуны — Шато-Тьерри.
Код INSEE коммуны — 02465.

## Население
Население коммуны на 2010 год составляло 462 человека.
| 1962 | 1968 | 1975 | 1982 | 1990 | 1999 | 2010 |
| ---- | ---- | ---- | ---- | ---- | ---- | ---- |
| 349  | 330  | 318  | 275  | 337  | 416  | 462  |

## Экономика
В 2010 году среди 312 человек трудоспособного возраста (15—64 лет) 237 были экономически активными, 75 — неактивными (показатель активности — 76,0 %, в 1999 году было 73,7 %). Из 237 активных жителей работали 209 человек (124 мужчины и 85 женщин), безработных было 28 (9 мужчин и 19 женщин). Среди 75 неактивных 21 человек были учениками или студентами, 25 — пенсионерами, 29 были неактивными по другим причинам.